# Fusil M14
El M14 (oficialmente Fusil, 7,62 mm, M14) es un fusil de combate de la empresa estadounidense Springfield Armory usado por el Ejército de los Estados Unidos como fusil estándar de infantería en el periodo comprendido entre 1959 hasta 1970. También fue usado en Europa y Corea del Sur, hasta su sustitución por el M16 (en Estados Unidos). Actualmente permanece en servicio limitado de primera línea en el Ejército de Estados Unidos, Infantería de Marina, Armada, Fuerza Aérea y la Guardia Costera, y se mantiene en uso como arma ceremonial. Fue el último de los llamados "fusiles de batalla", un término aplicado a las armas capaces de disparar munición de alta potencia para fusiles, suministrado en grandes cantidades a las tropas estadounidenses. El M14 también fue el antecesor de los fusiles de francotirador M21 y M25.

## Desarrollo

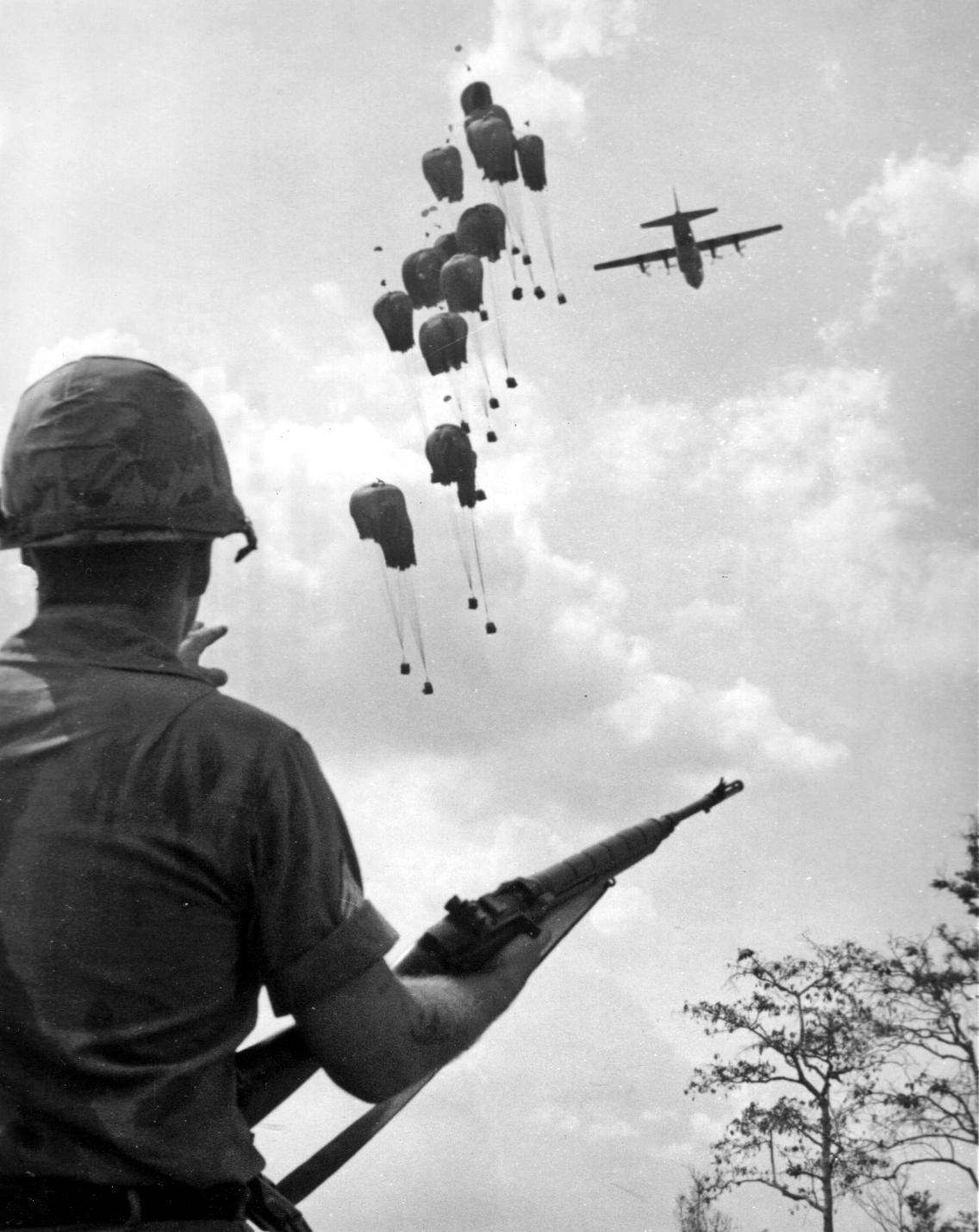
Soldado estadounidense con un M14 en Vietnam.

El fusil de combate M14 fue la evolución del M1 Garand de la Segunda Guerra Mundial. Con este se pretendía mejorar la logística armamentista de la infantería, tratando de compilar en una sola arma las características del fusil semiautomático M1 Garand, la carabina M1, el subfusil M3 y la ametralladora BAR.
Utilizaba cargadores extraíbles de veinte cartuchos, aunque también podía cargarse de la misma manera que un fusil M1, con peines de ocho cartuchos; tenía el selector de modo de disparo automático (en ráfaga) en el lado derecho del fusil, aunque también hubo un modelo semiautomático donde dicho selector estaba ausente.
Para el M14, se hizo necesario cambiar el cartucho, sustituyendo el .30-06 Springfield (7,62 x 63) por el nuevo .308 Winchester NATO, que era de eficacia similar pero algo más pequeño y fue adoptado por la OTAN por instancia estadounidense como 7,62 x 51 OTAN. Como otros fusiles de este calibre, era potente, pero difícil de manejar en ráfaga, razón por la cual se decidió desactivar el modo automático en los subsiguientes, por medio de una cerradura en el selector.
Al principio de la guerra de Vietnam, Estados Unidos lo cambió por el mejorado fusil M16, con mayor durabilidad, con opciones semiautomática y automática, y mayor capacidad de munición, aunque este fue mal recibido debido a los problemas de precisión y encasquillamientos durante la recarga a causa del material que presentaban sus primeras versiones.
Hoy en día, después de casi 60 años en servicio, el M14 sigue activo. Es utilizado por miembros del ejército estadounidense, ya que es considerado por muchos como un fusil seguro y preciso, luego de malas experiencias en espacios muy abiertos (como la guerra de Irak en el desierto), que puso en duda la eficacia del cartucho 5,56 x 45 OTAN en espacios abiertos y en batallas donde el enemigo estuviese a más de 300 m. Gracias a algunas modificaciones en su sistema de miras y la inclusión de rieles R.I.S, el M14 se usa como fusil de precisión para tiradores designados (designated marksman), a distancias con un máximo de 800 a 900 metros, obteniéndose muy buenos resultados. Cabe destacar que durante la fase de iniciación del curso de los Navy Seals los miembros deben aprender a manejar el M14.

## Variantes
- M21 SWS: fusil de precisión basado en el M14.
- Mk 14 SOCOM Es una versión más corta o una carabina en acabado pavonado puede ser adaptable con una culata fija o retráctil y fue diseñado originalmente para la marina Navy's Seals pero también lo han adoptado la mayoría de las fuerzas especiales todo el mundo incluido México y la marina.
- M14 EBR: fusil de precisión basado en el M14, provisto de rieles para el adicionamiento de accesorios, culata telescópica y empuñadura. Usado como fusil DMR para el uso de tiradores designados (TD).
- M14 DMR: variante del M14, provisto de una empuñadura, culata y guardamano de material sintético. Es un fusil DMR empleado por tiradores designados (TD).
- Springfield Armory M1A: versión civil del M14, que solamente dispara en modo semiautomático.

## Operadores

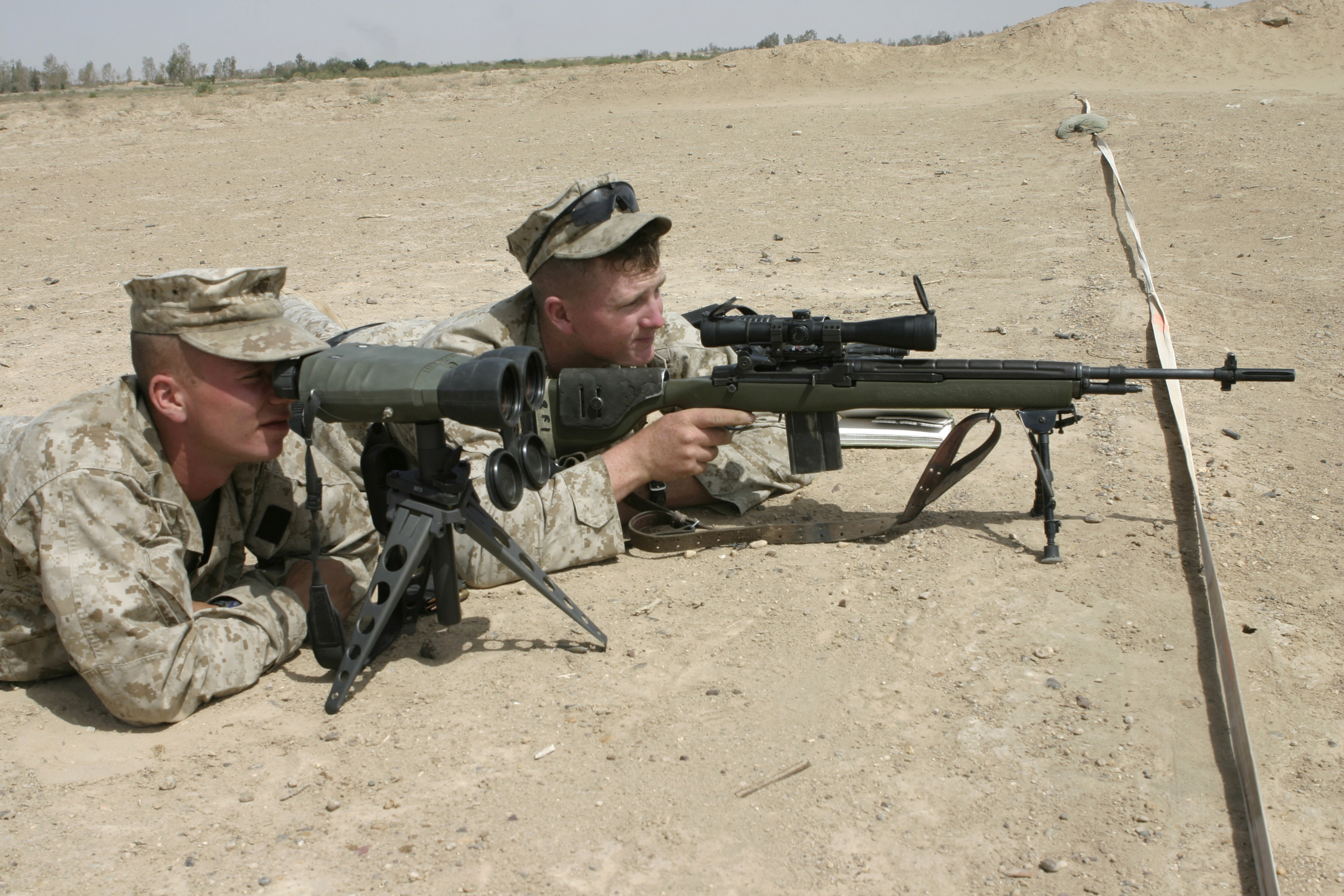
Tirador designado (Designated Marksman) con el fusil M14 DMR.

- Colombia
- Estonia[7]
- Estados Unidos
- Ucrania
- Costa Rica